# Liste des maires de Montreuil-en-Touraine

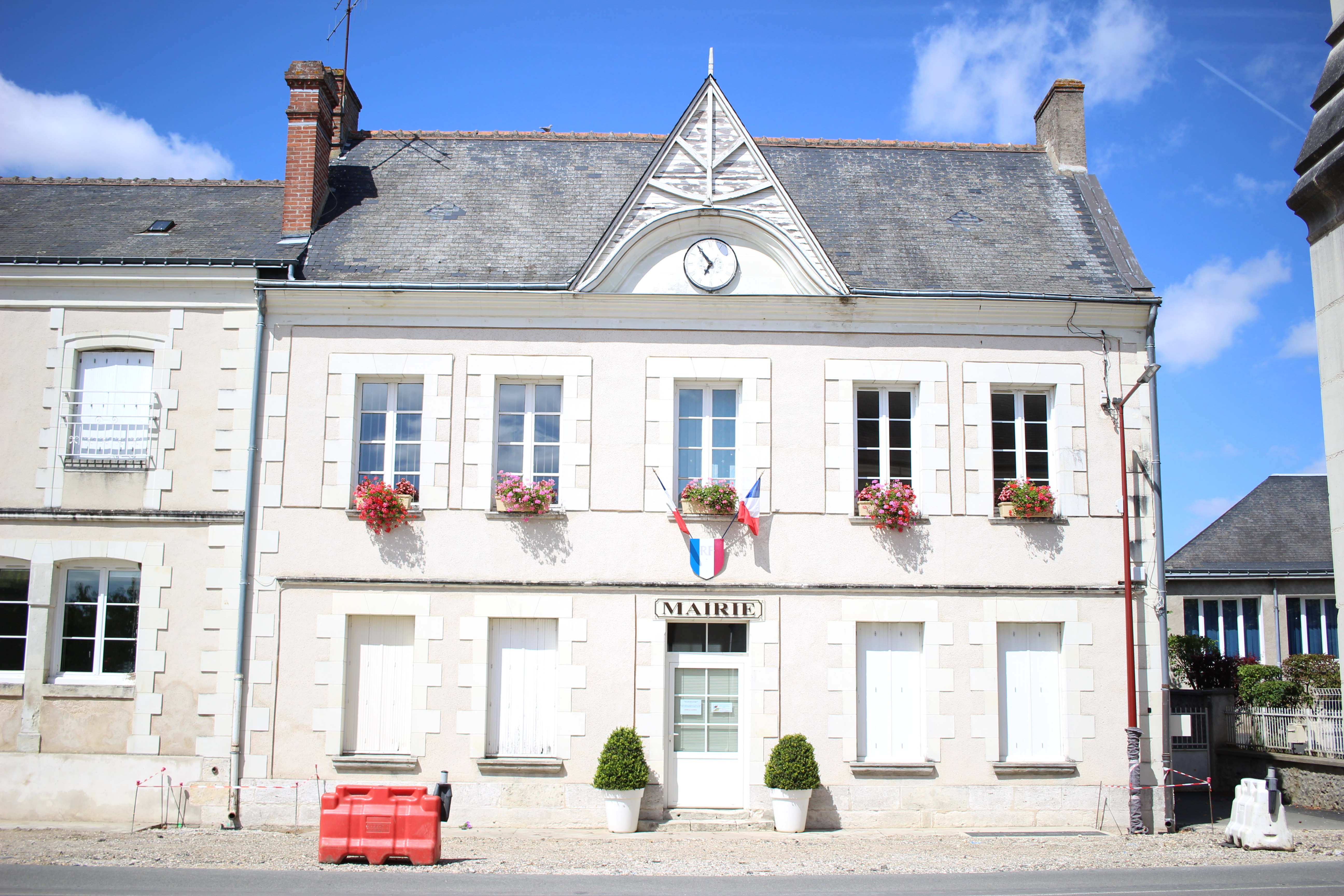
Mairie de Montreuil-en-Touraine.

Cette liste recense les maires successifs de Montreuil (Indre-et-Loire) puis, à partir de 1961, de Montreuil-en-Touraine.

## Liste des maires
| Période  | Période  | Identité              | Étiquette | Qualité                                |
| -------- | -------- | --------------------- | --------- | -------------------------------------- |
| 1793     | 1801     | Jean-François Lemarié |           | agriculteur                            |
| 1801     | 1807     | Étienne Maurisseau    |           | marchand                               |
| 1807     | 1813     | Jean-François Lemarié |           | agriculteur                            |
| 1813     | 1815     | Louis Fresneau        |           | agriculteur                            |
| 1815     | 1831     | Jean-François Lemarié |           | agriculteur                            |
| 1831     | 1833     | François Moreau       |           | agriculteur                            |
| 1833     | 1848     | Martin Poisson        |           | agriculteur                            |
| 1848     | 1854     | Casimir Breussin      |           | agriculteur                            |
| 1854     | 1863     | Louis-César Hogou     |           | agriculteur                            |
| 1863     | 1903     | Jean-Baptiste Pineau  |           | agriculteur                            |
| 1903     | 1907     | Robert Charles Damas  |           | agriculteur                            |
| 1907     | 1919     | Alexandre Robert      |           | agriculteur                            |
| 1919     | 1929     | Julien Garanne        |           | agriculteur                            |
| 1929     | 1945     | Lucien Voisin         |           | commerçant                             |
| 1945     | 1947     | Eugène Reboussin      |           | agriculteur                            |
| 1947     | 1964     | Daniel Delaine        |           | commerçant                             |
| 1964     | 1977     | Maurice Levieuge      |           | agriculteur                            |
| 1977     | 1984     | André Chiaroni        |           | instituteur                            |
| 1984     | 1990     | Gérard Roques         |           | cadre d'entreprise                     |
| 1990     | 2001     | Louis Gohier          |           | agriculteur                            |
| 2001     | 2008     | Gilbert Lepetitcorps  |           | chef d'entreprise                      |
| 2008     | 2009     | Christian Hoflack     |           | cadre d'entreprise                     |
| 2009     | mai 2020 | Jean-Luc Padiolleau   | SE        | Enseignant au lycée Vaucanson de Tours |
| mai 2020 | En cours | Claude Cicutti        | SE        | Retraité de la SNCF                    |

## Pour approfondir